# 达渥族
达渥族是越南官方认定的54个民族之一，分布在承天顺化省的阿雷县和广治省的向化县。1999年，有人口34960人。他们说达渥语，是南亚语系孟-高棉语族的一种语言。